# Torneio Regional (Argentina)

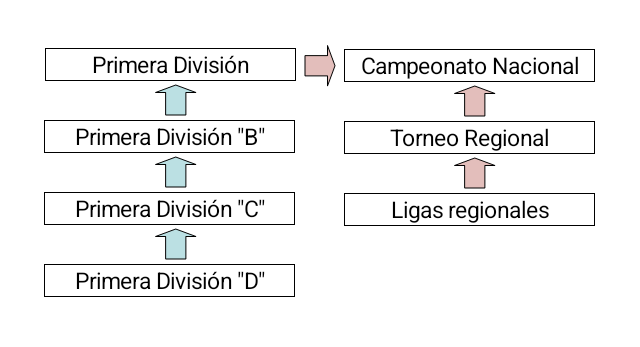
Torneio Regional do sistema de ligas argentinas de futebol entre 1969 e 1985.

O Torneio Regional foi um certame oficial organizado pela Asociación del Fútbol Argentino (AFA), que foi disputado entre as temporadas de 1967 e 1985-86, com a participação de equipes do interior do país nucleadas nas ligas regionais dependentes do Conselho Federal. Teve como finalidade classificar os seus representantes, os clubes indiretamente filados à AFA, para o chamado Torneio Nacional, ao que também é acessado através de lugares fixos concedidos as ligas com maior sucesso. Além disso, em suas duas primeiras edições, as equipes perdedoras das finais qualificam-se para disputar o Torneio Promocional da primeira divisão.

## Campeões
| N° | Equipe                       | Conquistas | Anos                               |
| -- | ---------------------------- | ---------- | ---------------------------------- |
| 1  | Chaco For Ever               | 6          | 1967, 1973, 1974, 1979, 1980, 1983 |
| 1  | Cipolletti                   | 6          | 1973, 1975, 1977, 1979, 1980, 1985 |
| 3  | Atlético Ledesma             | 5          | 1976, 1977, 1978, 1979, 1984       |
| 3  | Belgrano                     | 5          | 1968, 1973, 1975, 1985, 1985/86 *  |
| 3  | Guaraní Antonio Franco       | 5          | 1971, 1981, 1982, 1985, 1985/86    |
| 6  | San Martín (M)               | 4          | 1967, 1969, 1971, 1978             |
| 7  | Atlético Concepción          | 3          | 1980, 1982, 1983                   |
| 7  | Desamparados                 | 3          | 1969, 1972, 1974                   |
| 7  | Independiente Rivadavia      | 3          | 1968, 1980, 1982                   |
| 7  | San Martín (T)               | 3          | 1968, 1969, 1976                   |
| 11 | Atlético Tucumán             | 2          | 1975, 1981                         |
| 11 | Bartolomé Mitre (P)          | 2          | 1972, 1975                         |
| 11 | Central Córdoba (SdE)        | 2          | 1967, 1971                         |
| 11 | Central Norte (S)            | 2          | 1974, 1985                         |
| 11 | Deportivo Roca               | 2          | 1978, 1982                         |
| 11 | Gimnasia y Esgrima (J)       | 2          | 1970, 1973                         |
| 11 | Huracán (IW)                 | 2          | 1968, 1971                         |
| 11 | Huracán (SR)                 | 2          | 1974, 1981                         |
| 11 | Jorge Newbery (J)            | 2          | 1974, 1975                         |
| 11 | Juventud Alianza             | 2          | 1975, 1985                         |
| 11 | Loma Negra                   | 2          | 1981, 1983                         |
| 11 | Olimpo                       | 2          | 1984, 1985/86                      |
| 11 | Renato Cesarini              | 2          | 1982, 1983                         |
| 11 | San Lorenzo (MdP)            | 2          | 1967, 1969                         |
| 25 | Alianza de Cutral Có         | 1          | 1985/86                            |
| 25 | Altos Hornos Zapla           | 1          | 1974                               |
| 25 | Andino                       | 1          | 1983                               |
| 25 | Argentino (Firmat)           | 1          | 1985                               |
| 25 | Atlético Regina              | 1          | 1974                               |
| 25 | Atlético Santa Rosa          | 1          | 1983                               |
| 25 | Atlético Uruguay             | 1          | 1984                               |
| 25 | Concepción FC                | 1          | 1985/86                            |
| 25 | Deportivo Mandiyú            | 1          | 1974                               |
| 25 | Don Orione                   | 1          | 1971                               |
| 25 | Estudiantes (RC)             | 1          | 1984                               |
| 25 | Estudiantes (SdE)            | 1          | 1982                               |
| 25 | Ferro (General Pico)         | 1          | 1984                               |
| 25 | Gimnasia y Esgrima (M)       | 1          | 1972                               |
| 25 | Güemes (SdE)                 | 1          | 1985/86                            |
| 25 | Independiente (Trelew)       | 1          | 1972                               |
| 25 | Juventud Antoniana           | 1          | 1971                               |
| 25 | Juventud Unida Universitario | 1          | 1979                               |
| 25 | Kimberley                    | 1          | 1973                               |
| 25 | Los Andes (SJ)               | 1          | 1977                               |
| 25 | Mariano Moreno               | 1          | 1982                               |
| 25 | Patronato                    | 1          | 1978                               |
| 25 | Puerto Comercial             | 1          | 1975                               |
| 25 | Racing (C)                   | 1          | 1982                               |
| 25 | Ramón Santamarina            | 1          | 1985                               |
| 25 | San Martín (SJ)              | 1          | 1970                               |
| 25 | Sarmiento (R)                | 1          | 1977                               |
| 25 | Sportivo Patria              | 1          | 1976                               |
| 25 | Talleres (C)                 | 1          | 1969                               |
| 25 | Unión (General Pinedo)       | 1          | 1984                               |

*Foi a única edição que concedeu um título oficial de campeão ao seu ganhador.